# Jurģis Pučinskis
Jurģis Pučinskis est un footballeur letton né le 3 janvier 1973 à Dvinsk (aujourd'hui Daugavpils) en République socialiste soviétique de Lettonie. Il s'est reconverti entraîneur.
Il a participé à l'Euro 2004 avec l'équipe de Lettonie. Il est cependant resté sur le banc des remplaçants tout le long de la compétition.

## Carrière joueur
- Dinaburg Daugavpils : 1999-2002
- Metalurgs Liepaja : 2002
- Skonto Riga : 2003
- Dinaburg Daugavpils : 2003
- Luch-Energiya Vladivostok : 2004
- Dinaburg Daugavpils : 2004-2005

## Sélections
- 14 sélections et 0 but avec la  Lettonie de 2001 à 2004.

## Carrière entraineur
- FK Ventspils : depuis 2012

## Palmarès entraineur
- Coupe de Lettonie : 2013